# Estelle Desanges
Estelle Desanges (Château-Gontier; 8 de marzo de 1977) es una actriz pornográfica francesa.

## Biografía
Es en marzo de 1999 cuando Estelle Desanges se acerca al mundo del cine pornográfico por primera vez cuando conoce al director Fred Coppula y al productor Francis Mischkind, dueño de la sociedad Blue One. Este último le propone inmediatamente un contrato de exclusividad.
Es lanzada al estrellato con su primera película, L'Emmerdeuse, dirigida por Fred Coppula, con la que gana el Hot d'or de mejor debutante francesa. Rápidamente se convierte en una de las referencias del cine X francés de la primera mitad de los años 2000.
También aparece en telefilmes eróticos para cadenas de televisión como M6.
Rueda su última película pornográfica en 2004.

## Filmografía

### Películas pornográficas
- 2000 : L'Emmerdeuse, de Fred Coppula (Blue One)
- 2000 : Multi sex de Fred Coppula (Blue One)
- 2000 : Max, portrait d'un serial-niqueur, de Fred Coppula (Blue One)
- 2000 : Rocco Meats an American Angel in Paris, de Rocco Siffredi (Evil Angel)
- 2001 : Max 2 de Fred Coppula (Blue One)
- 2001 : Ma sexualité de A a X de Brigitte Lahaie (Blue One)
- 2001 : La Collectionneuse, de Fred Coppula (Blue One)
- 2001 : La Fille du batelier de Patrice Cabanel (Colmax / VCV Communication)
- 2001 : Objectif star du X de David Caroll (Horus)
- 2001 : World Wide Sex 4 (New Sensations)
- 2001 : Projet X de Fred Coppula (Blue One)
- 2001 : Les Actrices 2 de Patrice Cabanel (Blue One)
- 2001 : Les Dessous de Clara Morgane de Fred Coppula (Blue One)
- 2002 : Paris Derrière de Walter Ego (Marc Dorcel)
- 2002 : Hot Fréquence de Walter Ego (Marc Dorcel)
- 2002 : La Candidate de Fred Coppula (Blue One)
- 2002 : Le Journal de Pauline de Fred Coppula (Blue One)
- 2004 : La Totale, de Fred Coppula (Studio X)

### Películas eróticas
- Dangereux Désirs (2001)
- Drôles de jeux (2001)
- Explicite (2002)
- Il y a des jours comme ça (2002)
- Marie ou la fascination charnelle (2002)
- Perverse Léa (2002)
- Les Tropiques de l'amour (2003)
- Le Cirque (2003)
- Une passion obsédante (2004)
- Cours particuliers (2004)
- Inavouables Désirs (2004)
- Kama-sutra. Les secrets de l'art amoureux (2005)
- Clara la libertine (2005)
- Adorable Girls 3 (2006)
- Du hard ou du cochon ! (un épisode, 2010)

### Film tradicional
- Mortel transfert, de Jean-Jacques Beineix (2001)